# Ruletistul
Ruletistul este o povestire de Mircea Cărtărescu, inclusă în volumul "Visul", ed. Cartea Românească (1989), reeditat și întregit sub numele de "Nostalgia", ed. Humanitas (1993).